# تن بور
تن بور (به هلندی: Ten Boer) یک منطقهٔ مسکونی در هلند است که در خرونینگن واقع شده‌است. تن بور ۱ متر بالاتر از سطح دریا واقع شده‌است.